# Sia (Cypr)
Sia (gr. Σιά) – wieś w Republice Cypryjskiej, w dystrykcie Nikozja. W 2011 roku liczyła 754 mieszkańców.